# St. Peter (Ammelbruch)

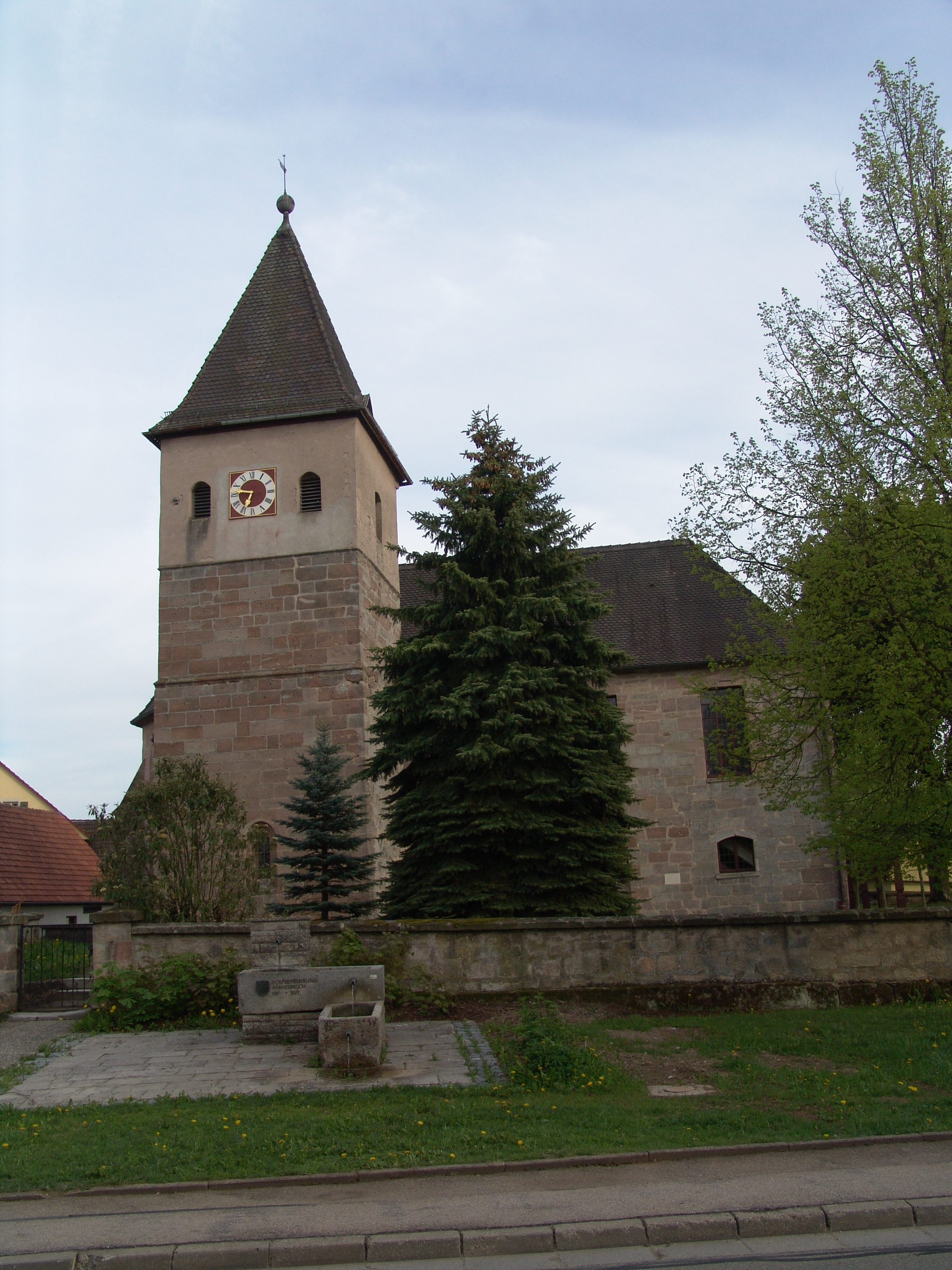
St. Peter (Ammelbruch)

Die evangelische Kirche St. Peter ist ein denkmalgeschütztes Kirchengebäude, das in Ammelbruch steht, einem Gemeindeteil der Gemeinde Langfurth im Landkreis Ansbach (Mittelfranken, Bayern). Das Bauwerk ist unter der Denkmalnummer D-5-71-170-4 als Baudenkmal in die Bayerische Denkmalliste eingetragen. Die Kirchengemeinde gehört zum Evangelisch-Lutherischen Dekanat Wassertrüdingen im Kirchenkreis Ansbach-Würzburg der Evangelisch-Lutherischen Kirche in Bayern. Namensgeber der Kirche ist der Apostel Petrus.

## Beschreibung
Die im Dreißigjährigen Krieg verwüstete Saalkirche aus dem 15. Jahrhundert wurde 1753 nach einem Entwurf von Johann David Steingruber im Markgrafenstil aus Quadermauerwerk unter Verwendung von Teilen der baulichen Substanz des Vorgängerbaus neu gebaut. Der Kirchturm steht im nördlichen Winkel von Langhaus und dreiseitig geschlossenem Chor im Osten. Die Wände des Chors werden von Strebepfeilern gestützt, um den Gewölbeschub aufzunehmen. Das Gewölbe wurde jedoch 1753 herausgebrochen. Das verputzte oberste Geschoss des Kirchturms, auf dem ein Pyramidendach sitzt, beherbergt die Turmuhr und den Glockenstuhl, in dem seit 1949 vier Gussstahlglocken hängen. Das Erdgeschoss des Turms, das mit einem Sterngewölbe überspannt ist, beherbergt die Sakristei. Der Innenraum des Langhauses hat Emporen an drei Seiten, die über einen Treppenturm erreicht werden.